# Charles Porcheron
Charles Porcheron, né le 15 mai 1917 à Nouméa et Mort pour la France le 23 août 1944 à La Garde, est un militaire et résistant français, Compagnon de la Libération. 

## Biographie

### Jeunesse et formation
Charles Porcheron naît le 15 mai 1917 à Nouméa, en Nouvelle-Calédonie. En avril 1939, il effectue son service militaire à la Compagnie mixte d'infanterie coloniale et est promu caporal en octobre de la même année. 

### Seconde Guerre mondiale
Malgré la Seconde Guerre mondiale qui vient d'éclater, il ne part pas combattre en métropole pendant la drôle de guerre et la bataille de France. Promu caporal-chef en février 1940 et sergent en avril suivant, la défaite de la France met fin prématurément à son service militaire et il est démobilisé en novembre 1940. En désaccord avec l'armistice du 22 juin 1940, il décide de se rallier à la France libre et s'engage, en mai 1941, dans les Forces françaises libres au sein du Bataillon du Pacifique (BP1). Après un séjour au Proche-Orient au cours duquel il est promu sergent-chef en novembre 1941, il prend part à la guerre du désert en Libye et participe à la bataille de Bir Hakeim en mai et juin 1942. Le BP1 fusionne ensuite avec le Bataillon d'infanterie de marine pour former le Bataillon d'infanterie de marine et du Pacifique (BIMP) avec lequel Charles Porcheron est engagé dans la Campagne de Tunisie. Au cours de celle-ci, il est blessé à l'omoplate par un éclat d'obus le 9 mai 1943. Il combat ensuite lors de la campagne d'Italie.
Le 15 août 1944, il participe au débarquement de Provence et s'engage dans la bataille de Toulon. Du 20 au 21 août, sur la colline dominant Hyères, les combats sont violents mais il repousse avec sa section une contre-attaque ennemie. Le 23 août 1944, à La Garde, alors que le BIMP s'attaque à une position ennemie sur le secteur de la Mauranne, Charles Porcheron est tué alors qu'il mène ses hommes au combat,.
D'abord inhumé à Hyères, il est ensuite rapatrié en Nouvelle-Calédonie et réinhumé à Moindou.

## Décorations
|  |  |  |
|  |  |  |

| Chevalier de la Légion d'Honneur         | Chevalier de la Légion d'Honneur         | Chevalier de la Légion d'Honneur         | Compagnon de la Libération Par décret du 20 novembre 1944 | Compagnon de la Libération Par décret du 20 novembre 1944 | Compagnon de la Libération Par décret du 20 novembre 1944 | Médaille militaire                                      | Médaille militaire                                      | Médaille militaire                                      |
| Croix de guerre 1939-1945 Avec une palme | Croix de guerre 1939-1945 Avec une palme | Croix de guerre 1939-1945 Avec une palme | Médaille de la Résistance française                       | Médaille de la Résistance française                       | Médaille de la Résistance française                       | Médaille coloniale Avec agrafes "Libye" et "Bir-Hakeim" | Médaille coloniale Avec agrafes "Libye" et "Bir-Hakeim" | Médaille coloniale Avec agrafes "Libye" et "Bir-Hakeim" |

## Hommages
- Dans sa ville natale de Nouméa, une rue a été baptisée en son honneur et son nom est inscrit sur le monuments aux Morts de la commune[5],[6].